# Agnes Pockels

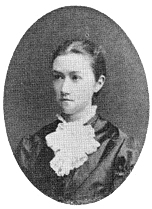
Agnes Pockels

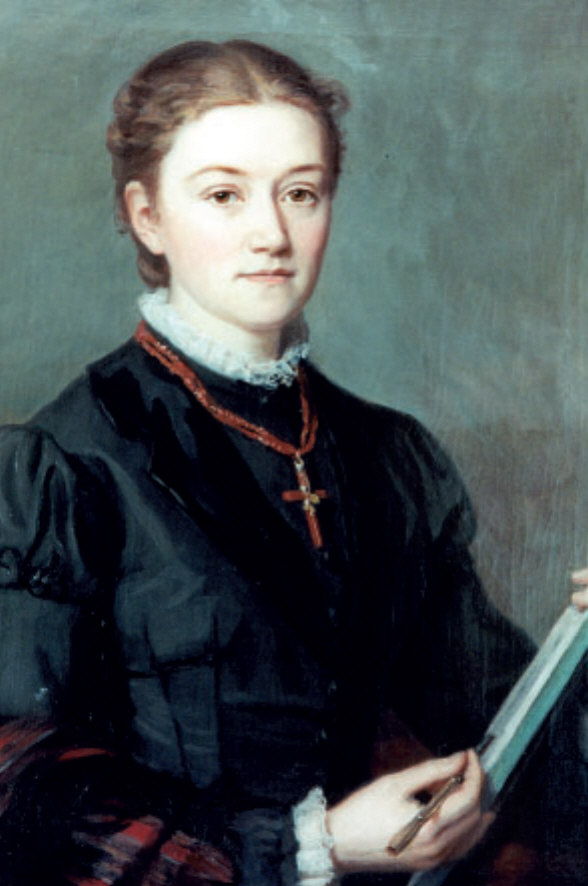
Agnes Pockels, Porträtgemälde gemalt von ihrer Tante Caroline Pockels

Agnes Luise Wilhelmine Pockels (* 14. Februar 1862 in Venedig; † 21. November 1935 in Braunschweig) war eine deutsche Physikochemikerin. Ihr wurde als erster Frau die Ehrendoktorwürde Dr. Ing. h. c. verliehen.

## Leben und Werk
Agnes Pockels war das erste Kind von Theodor Pockels (1830–1906) und Alwine Becker (1838–1914). Drei Jahre später kam ihr Bruder Friedrich Pockels zur Welt. Die Offizierstochter besuchte die Städtische Oberschule für Mädchen (das heutige Gymnasium Kleine Burg) in Braunschweig. Sie verzichtete auf ein Studium, um häusliche Tätigkeiten sowie die Pflege ihrer Eltern zu übernehmen, welche nach Aufenthalten in Malaria-Gebieten Italiens gesundheitlich angeschlagen waren. Dennoch entdeckte die naturwissenschaftlich interessierte Pockels als Autodidaktin bedeutende Grundlagen auf dem Gebiet der Ober- und Grenzflächenspannung. 1882 erfand sie die noch heute benutzte „Schieberinne“ zur Untersuchung von Oberflächen von Flüssigkeiten.
Da ihre Forschungsergebnisse von deutschen Wissenschaftlern zunächst missachtet wurden, teilte sie diese 1891 dem englischen Physiker und späteren Nobelpreisträger John William Strutt, 3. Baron Rayleigh mit, der für deren sofortige Veröffentlichung (etwa im Fachblatt Nature) sorgte, was Pockels und ihre Arbeit in Deutschland umgehend bekannt machte. Am Physikalischen Institut in Braunschweig erhielt sie daraufhin Arbeitsmöglichkeiten und ferner Einladungen aus weiteren Städten.

## Ehrungen und Würdigungen
zu Lebzeiten
- Die Kolloid-Gesellschaft verlieh Agnes Pockels 1931 den Laura-R.-Leonard-Preis für die „quantitative Erforschung der Eigenschaften von Grenzschichten und Grenzschichtfilmen“. Sie war und blieb die erste und einzige Frau unter den 18 Preisträgern in der Geschichte des Preises.[3]
- Am 27. Januar 1932 wurde Pockels von der Technischen Hochschule Braunschweig für ihre bahnbrechenden Forschungen zur Oberflächenchemie als erster Frau die Ehrendoktorwürde Dr. Ing. h. c. verliehen.

posthum
- In München-Moosach ist der Agnes-Pockels-Bogen nach Agnes Pockels benannt.[2] Eine Agnes-Pockels-Straße gibt es unter anderem in Hanau-Wolfgang, Hilden (NRW), Schleswig und Verden an der Aller.
- Seit 1992 verleiht die Technische Universität Braunschweig die Agnes-Pockels-Medaille. Am dortigen Institut für Chemie gibt es das Agnes-Pockels-Labor für Schüler.
- Das Exzellenzcluster Living, Adaptive and Energy-autonomous Materials Systems (livMatS) an der Universität Freiburg verleiht Agnes Pockels-Stipendien an herausragende Nachwuchswissenschaftlerinnen, um deren Forschung zu fördern.[4]
- Seit 2020 vergibt die Deutsche Bunsen-Gesellschaft für Physikalische Chemie den Agnes-Pockels-Preis für die beste Dissertation auf dem Gebiet der Physikalischen Chemie.[5]